# Eleccions federals alemanyes de 1980
Les eleccions federals alemanyes de 1980 se celebraren el 5 d'octubre de 1980 per a elegir els membres del Bundestag de la República Federal d'Alemanya.
| ← Eleccions federals alemanyes, 5 d'octubre de 1980 → |            |                     |                      |                |                      |                       |
| Partit                                                | Vots       | Percentatge de vots | Diferència vers 1976 | Total d'escons | Diferència vers 1976 | Percentatge d' Escons |
| Partit Socialdemòcrata (SPD)                          | 16.260.677 | 42,9%               | +0,3%                | 218            | +4                   | 43,9%                 |
| Unió Demòcrata Cristiana d'Alemanya (CDU)             | 12.989.200 | 34,2%               | -3,8%                | 174            | -16                  | 35,0%                 |
| Unió Social Cristiana (CSU)                           | 3.908.459  | 10,3%               | -0,3%                | 52             | -1                   | 10,5%                 |
| Partit Democràtic Lliure (FDP)                        | 4.030.999  | 10,6%               | +2,7%                | 53             | +14                  | 10,7%                 |
| Altres                                                | 333.595    | 0,9%                |                      | 0              |                      | 0,0%                  |
| Totals                                                | 37.822.500 | 100,0%              |                      | 496            | +0                   | 100,0%                |

## Post-elecció
La coalició entre el SPD i el FDP es manté en el poder, amb Helmut Schmidt com a Canceller. En 1982 el FDP abandonaria el govern i s'uniria a l'oposició CDU/CSU sota el lideratge de Helmut Kohl.